# Ommatius crypticus
Ommatius crypticus là một loài ruồi trong họ Asilidae. Ommatius crypticus được Oldroyd miêu tả năm 1972. Loài này phân bố ở miền Ấn Độ - Mã Lai.